# Astrocharis gracilis
Astrocharis gracilis är en ormstjärneart som beskrevs av Ole Theodor Jensen Mortensen 1918. Astrocharis gracilis ingår i släktet Astrocharis och familjen Asteroschematidae. Inga underarter finns listade i Catalogue of Life.